# 京王モール
京王モール（けいおうモール、KEIO MALL）は、東京都新宿区西新宿一丁目の新宿駅西口にある地下商店街。

## 概要
1972年（昭和47年）7月に京王帝都電鉄（現在の京王電鉄）が設立した京王地下駐車場が整備した商業施設で、1976年（昭和51年）3月10日開業。南側は2年後の10月に開業している。正式名称は京王新宿名店街。住居表示は東京都新宿区西新宿一丁目南口地下街1号である。
京王百貨店新宿店前の都道から甲州街道までの地下に建設され、地下1階がプロムナードと店舗街、地下2階～4階が公共駐車場となっている。この駐車場は「ロートパーク式」と呼ばれる当時としては、最新式の機械式立体駐車設備が導入されたもので、2013年（平成25年）8月、一般社団法人日本機械学会から「機械遺産」第56号として認定された。このほか、2010年（平成22年）10月25日には、甲州街道地下の旧フレンテ新宿が「京王モール アネックス」（KEIO MALL ANNEX）としてリニューアルされている。
新宿駅の西口における代表的な地下商店街で、京王新線・都営新宿線の新宿駅のほか、京王百貨店新宿店地下売り場とも繋がり、小田急エースとも一体的に直結しており、小田急エースを介し新宿駅西口地下広場も位置する。
駅と直結する好立地であるため、平日、休日問わず、買い物客、通勤客が多く訪れる。飲食店以外にも、OL向けの雑貨店なども多い。
2011年（平成23年）3月、開業35周年を迎えた。
国鉄新宿駅南口に、新たに駅ビル「新宿ルミネ」（現：新宿ルミネ1、1976年3月10日開業）を建設するため、近辺の店舗が地下に移って出来たのが始まりである。

## 店舗一覧
下記外部リンクの公式ウェブサイト参照。

## アクセス
- 新宿駅より徒歩1分程度
- 営業時間等：店舗により異なるが、深夜時間帯は商店街自体が閉鎖されている。